# 后镞岳
后镞岳（日语：／），俄称富斯峰（俄语：Вулкан Фусса），是位於千島群島的幌筵島南端的火山，海拔高度1,772米，火山口直徑700米，深度300米，最近一次火山噴發在1854年7月發生。俄语名由第一次俄罗斯环球探险队中的尼古拉斯·富斯命名。